# 十条台
十条台（じゅうじょうだい）は、東京都北区の町名。現行行政地名は十条台一丁目及び十条台二丁目。全域が住居表示実施済み区域である。

## 地理
東京都北区の南西部に位置し、いわゆる広域の「十条」地区の南端に当たる。北は上十条一丁目・二丁目・三丁目、東は中十条一丁目・王子本町三丁目、南は王子本町三丁目・滝野川四丁目、西は板橋区板橋四丁目・加賀一丁目と接する。
十条台一丁目と二丁目の間をJR埼京線の線路が南北に通過している。一丁目と二丁目ともに敷地の大半が十条駐屯地や公園・教育施設で占められており、住宅や商業施設が集中する地域は周辺に比べ少ない。

## 歴史
1871年（明治4年）11月14日に浦和県（現埼玉県）から東京府に編入された。1889年（明治22年）の町村制施行時点では大部分が北豊島郡王子村（1908年に町制施行し王子町へ）に所属する区域であり、当時の大字下十条の一部になった。王子町は1932年（昭和7年）に東京市へ編入され王子区へ移行し、大字下十条は下十条町となる。1947年（昭和22年）に王子区は滝野川区と合併し北区が成立。その後1966年・1967年に順次住居表示により王子本町三丁目の一部を加えて十条台の町名が成立した。

### 沿革
- 1966年（昭和41年）11月15日 - 住居表示により十条台一丁目が成立。
- 1967年（昭和42年）5月1日 - 住居表示により十条台二丁目が成立。

### 町名の変遷
| 実施後       | 実施年月日                 | 実施前（各町ともその一部） |
| ------------ | -------------------------- | -------------------------- |
| 十条台一丁目 | 1966年（昭和41年）11月15日 | 下十条町、王子本町三丁目   |
| 十条台二丁目 | 1967年（昭和42年）5月1日   | 下十条町                   |

### 地名の由来
「台」の字は石神井川に面する高台であることから。十条台の名は行政上の「十条台」のみならずこの一帯の地名としても呼称され、北区十条台区民センターや北区立十条台小学校は北の中十条に位置する。

## 世帯数と人口
2023年（令和5年）1月1日現在（東京都発表）の世帯数と人口は以下の通りである。
| 丁目         | 世帯数  | 人口    |
| ------------ | ------- | ------- |
| 十条台一丁目 | 430世帯 | 850人   |
| 十条台二丁目 | 143世帯 | 387人   |
| 計           | 573世帯 | 1,237人 |

### 人口の変遷
国勢調査による人口の推移。
| 年                 | 人口  |
| ------------------ | ----- |
| 1995年（平成7年）  | 1,728 |
| 2000年（平成12年） | 1,304 |
| 2005年（平成17年） | 1,091 |
| 2010年（平成22年） | 1,397 |
| 2015年（平成27年） | 1,358 |
| 2020年（令和2年）  | 1,479 |

### 世帯数の変遷
国勢調査による世帯数の推移。
| 年                 | 世帯数 |
| ------------------ | ------ |
| 1995年（平成7年）  | 565    |
| 2000年（平成12年） | 376    |
| 2005年（平成17年） | 321    |
| 2010年（平成22年） | 428    |
| 2015年（平成27年） | 413    |
| 2020年（令和2年）  | 409    |

## 学区
区立小・中学校に通う場合、学区は以下の通りとなる（2023年10月時点）。
| 丁目         | 番地                             | 小学校               | 中学校                 |
| ------------ | -------------------------------- | -------------------- | ---------------------- |
| 十条台一丁目 | 3番14～16号 4〜6番               | 北区立十条台小学校   | 北区立十条富士見中学校 |
| 十条台一丁目 | 1〜2番 3番1〜13・17〜21号 7〜9番 | 北区立王子第二小学校 | 北区立十条富士見中学校 |
| 十条台二丁目 | 全域                             | 北区立王子第五小学校 | 北区立十条富士見中学校 |

## 交通

### 鉄道
JR埼京線の線路が通過している。最寄りの駅は十条台の北の上十条にあるJR十条駅。

### 道路
- 王子新道
- 中央公園通り
- 加賀学園通り（厳密には板橋区側のみの通称。十条台地内まで道路が連続している。）

## 事業所
2021年（令和3年）現在の経済センサス調査による事業所数と従業員数は以下の通りである。
| 丁目         | 事業所数 | 従業員数 |
| ------------ | -------- | -------- |
| 十条台一丁目 | 40事業所 | 4,339人  |
| 十条台二丁目 | 7事業所  | 114人    |
| 計           | 47事業所 | 4,453人  |

### 事業者数の変遷
経済センサスによる事業所数の推移。
| 年                 | 事業者数 |
| ------------------ | -------- |
| 2016年（平成28年） | 36       |
| 2021年（令和3年）  | 47       |

### 従業員数の変遷
経済センサスによる従業員数の推移。
| 年                 | 従業員数 |
| ------------------ | -------- |
| 2016年（平成28年） | 739      |
| 2021年（令和3年）  | 4,453    |

## 施設
- 東京都北区立中央公園（十条台一丁目）
- 十条駐屯地（十条台一丁目）
- 北区立中央図書館（十条台一丁目）
- 北区立十条富士見中学校（十条台一丁目）
- 東京都立北特別支援学校（十条台一丁目）
- 東京都立王子特別支援学校（十条台一丁目）
- 東京都立王子第二特別支援学校（十条台一丁目）
- 東京成徳大学本部・十条台キャンパス（十条台一丁目）
- 東京成徳短期大学本部キャンパス（十条台一丁目）
- 東京都立北療育医療センター（十条台一丁目）
- 東京家政大学附属女子中学校・高等学校（敷地の大半が十条台二丁目内。本部の建屋が板橋区加賀。）
- 東京朝鮮中高級学校（十条台二丁目）

## その他

### 日本郵便
- 郵便番号 : 114-0033[3]（集配局 : 王子郵便局[15]）。